# Haslingen (Adelsgeschlecht)

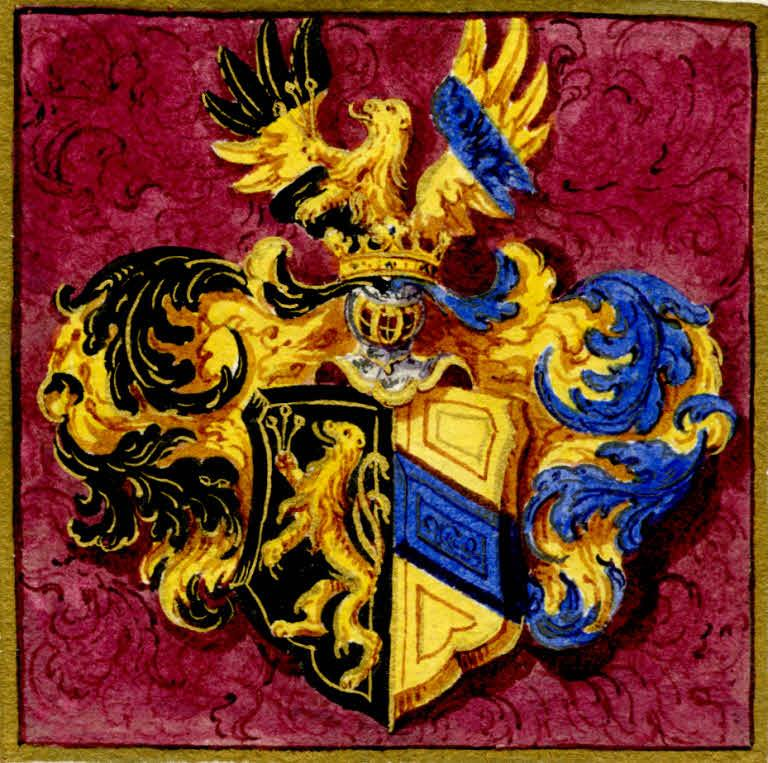
Gebessertes Wappen der Freiherren von Haßlingen (kaiserliches Diplom 1703)

Haslingen (auch Haßlingen oder Hasslingen) war der Name eines österreichischen, später preußischen Adelsgeschlechts, das in den erblichen Reichsritter-, Freiherren- und Grafenstand erhoben wurde.
Die Familie ist zu unterscheiden von dem österreichischen Briefadelsgeschlecht Hasslinger von Hassigen.

## Geschichte
Die von Haslingen stammen ursprünglich aus dem Erzherzogtum Österreich und sollen dort zu den angesehensten Geschlechtern Kärntens gezählt haben. Älterer Literatur zufolge erhielt am 25. November 1599 Georg von Haslingen den Reichsritterstand. Dem Gerichtsverwalter in Brünn bei Mödling Jakob Haslinger wurde am 24. Januar 1660 in Wien der rittermäßige Reichsadel verliehen sowie am 20. Mai 1671 das Prädikat „von Haßlingen“. Von Österreich aus kam die Familie Anfang des 18. Jahrhunderts nach Schlesien. Am 14. Februar 1703 erlangte der kaiserliche Feldmarschall, Hofkriegsrat und Kommandant von Glogau Heinrich Tobias von Haslingen von August dem Starken in seiner Eigenschaft als Reichsvikar den Reichsfreiherrnstand. Am 15. Januar 1762 erhob der Kaiser in Wien Johann Wolfgang Freiherr von Haslingen auf Korkwitz und Guhren in den Reichsgrafenstand. Darauf wurde der Nobilitierte und dessen Bruder, der königlich-preußische Justizrat Johann Franz Freiherr von Haslingen auf Nieder-Thomaswaldau in den preußischen Grafenstand erhoben. Das Geschlecht ist um 1820 im Mannesstamm erloschen.
Georg Friedrich Heinrich Albert Tobias Graf von Haslingen genannt von Schickfus (1773–1824) wurde durch Adoption laut Testament seines Großvaters mütterlicherseits, am 26. Dezember 1824 eine preußische Namens- und Wappenvereinigung zu „von Haslingen genannt von Schickfus“ genehmigt.

## Standeserhebungen
- 24. Januar 1660: Reichsritterstand
- 14. Februar 1703: Reichsfreiherrenstand
- 9. März 1706: niederösterreichischer Herrenstand
- 1. September 1718: böhmischer Herrenstand
- 17. Februar 1727: böhmisches Inkolat
- 15. Januar 1762: Reichsgrafenstand
- 10. April 1763: preußischer Grafenstand

## Besitzungen (Auswahl)
- Kreis Bunzlau: Lichtenwalde, Mittlau, Thomaswaldau
- Kreis Guhrau: Kahrau
- Kreis Liegnitz: Heidau
- Kreis Lüben: Guhren
- Kreis Neisse: Korkwitz
- Kreis Schweidnitz: Altenburg, Arnsdorf, Floriansdorf, Queitsch
- Kreis Sprottau: Nieder-Gießmannsdorf
- Kreis Strehlen: Baumgarten[5]

## Wappen

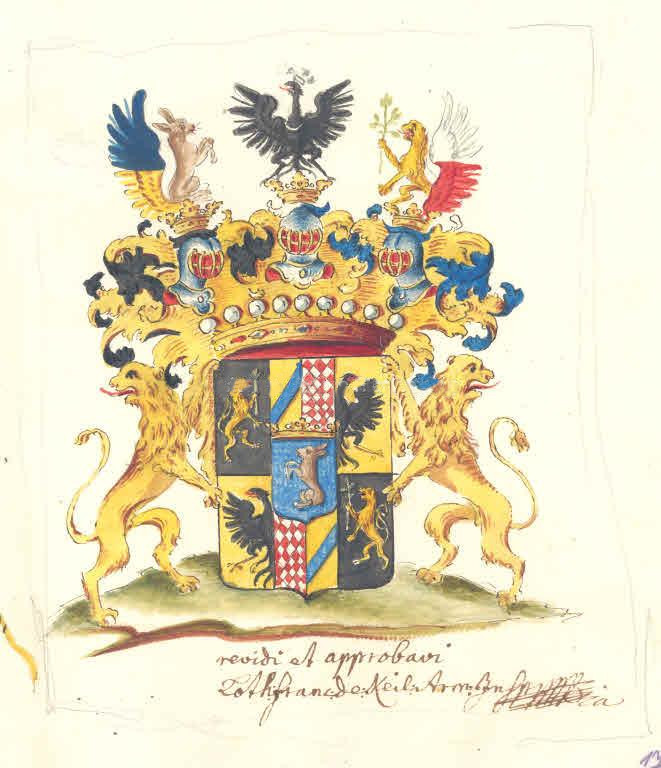
Wappen der Grafen von Haßlingen (kaiserliches Diplom 1762)
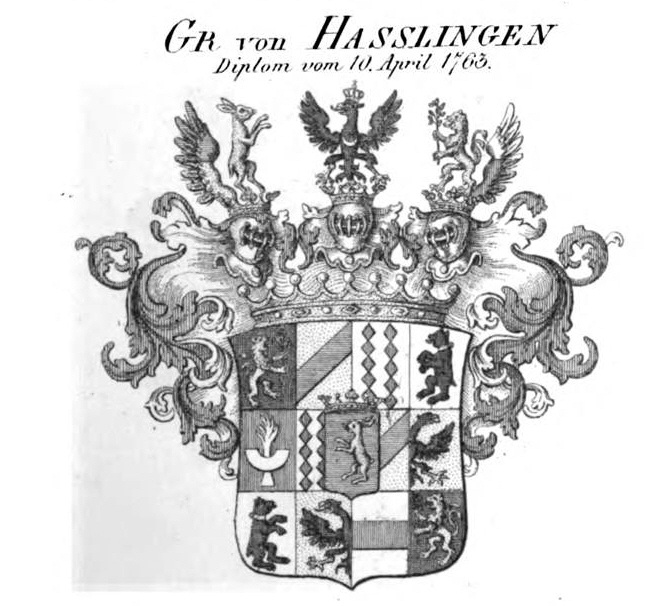
Gemehrtes Wappen der Grafen von Hasslingen (preußisches Diplom 1763)
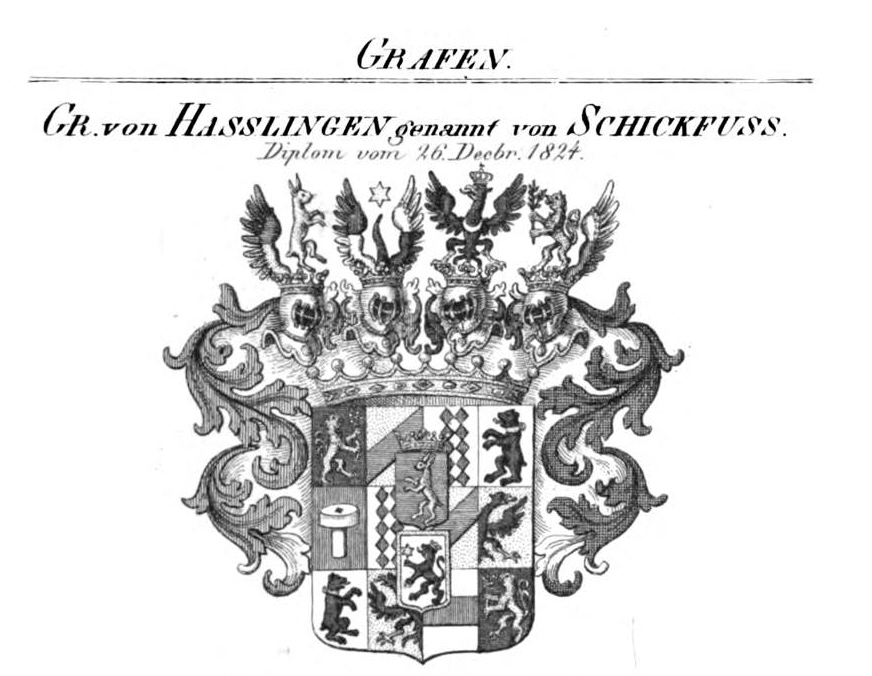
Gemehrtes Wappen der Grafen von Hasslingen genannt Schickfuss (preußisches Diplom 1824)
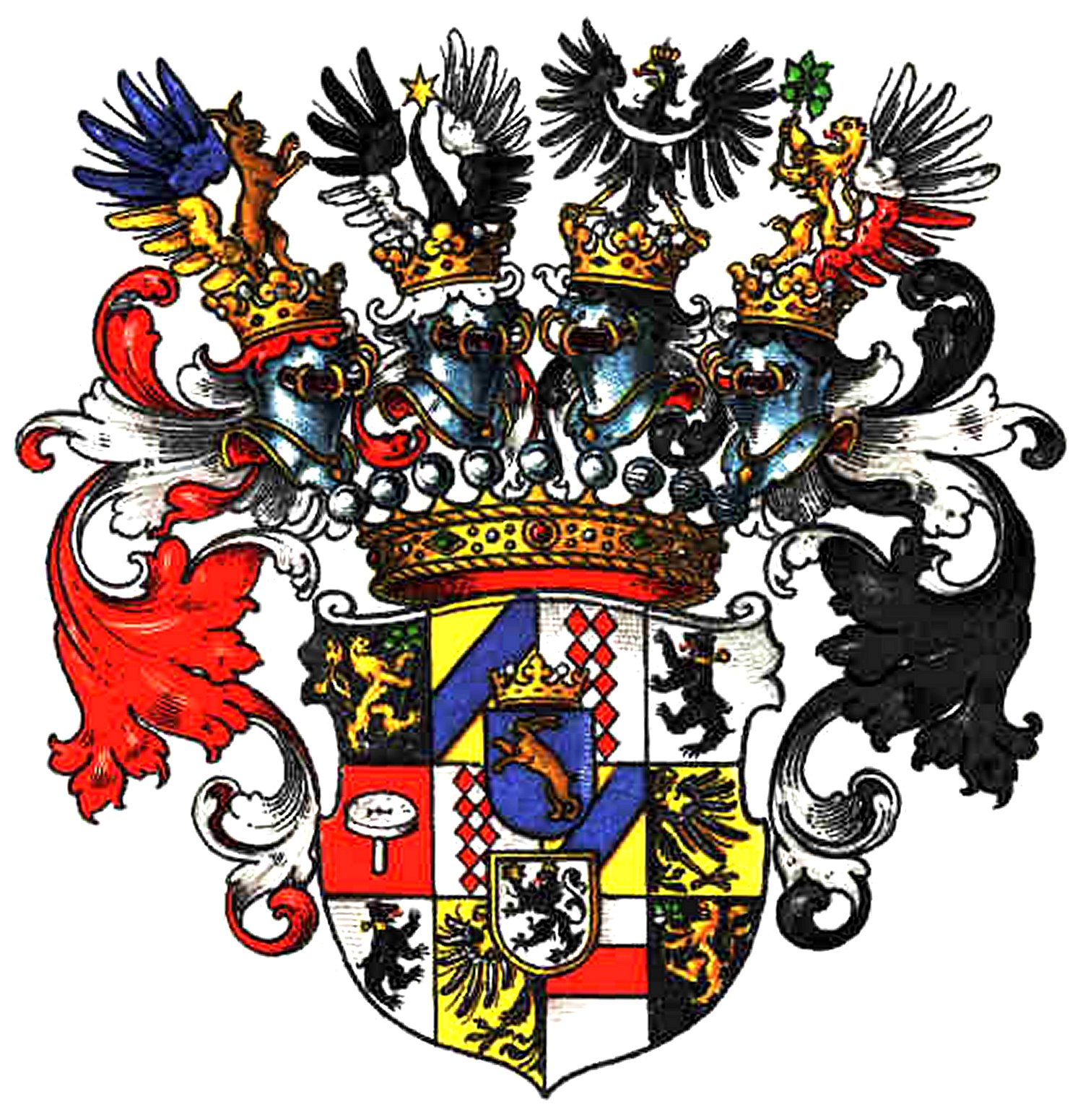
Gemehrtes Wappen der Grafen von Hasslingen genannt Schickfuss (preußisches Diplom 1824) im Wappenbuch des Westfälischen Adels

## Genealogie (Auswahl)
1. Johann Franz Tobias Graf von Haslingen, königlich-preußischer Justizrat, heiratete Barbara Sigonde Erdmuthe Agneta von Festenberg-Pakisch
  1. Amalie Adolphine Henriette Barbara Gräfin von Haslingen (* 1774), Stiftsdame zu Altenburg
  2. George Carl Sigismund Gotthard Tobias Graf von Haslingen (1779–1837), königlich-preußischer Generalkommissar und Oberstleutnant, heiratete am 26. Oktober 1797 Charlotte Juliane von Ziegler und Klipphausen aus dem Hause Preititz (* 1778)
    1. Ottilie Barbara Gräfin von Haslingen (* 1798), Stiftsdame des von Zieglerschen Fräulein-Stifts Joachimstein zu Radmeritz
    2. Hermann Tobias Graf von Haslingen (* 1802), königlich-preußischer Leutnant, heiratete am 30. November 1831 Barnime Clara Johanna Caroline von Schütz (* 1810)
      1. Clara Barnime Julie Caroline Barbara Gräfin von Haslingen (1832)
      2. Ferdinand Hermann Barnim Tobias Graf von Haslingen (* 1835)
      3. Adelaide Barnime Charlotte Barbara Gräfin von Haslingen (* 1836)

    3. Alexander Tobias Graf von Haslingen (* 1816), königlich-preußischer Leutnant

  3. Hans Paul Viktor Graf von Haslingen (* 1782)
  4. Franziska Josepha Caroline Sigande Barbara Gräfin von Haslingen (* 1783), Stiftsdame zu Ober-Tschirnau
  5. Constanze Ernestine Charlotte Auguste Barbara Gräfin von Haslingen (* 1785), heiratete 1.) am 25. Mai 1822 Gotthard Adolph Balthasar von Johnston (1771–1823)[6], königlich-preußischer Major, heiratete 2.) am 12. August 1834 Carl Gottlob Heinrich von Uechtritz auf Siegda[7]

## Sonstige Namensträger
- Georg von Haslingen (1852–1928), preußischer Generalleutnant
- Heinrich Tobias von Haslingen (1649–1716), kaiserlicher Feldmarschall
- Ignaz von Haslingen (1686–1739), Feldmarschall-Lieutenant
- Franz Ignaz von Haslingen (1722–1784), kaiserlicher Generalmajor